# Wavebird

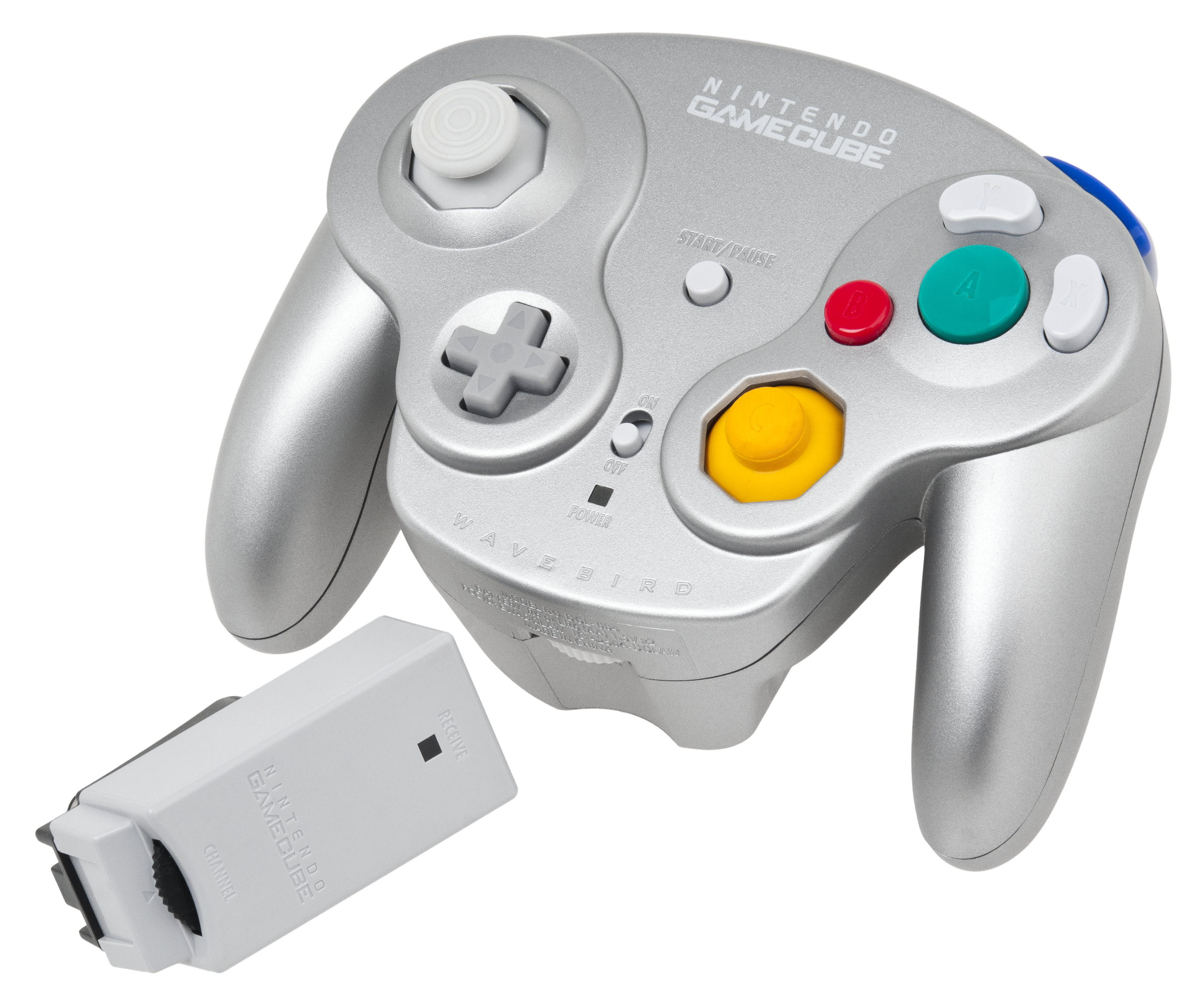
La manette Wavebird de Nintendo.

La Wavebird est la manette sans-fil officielle de la GameCube de Nintendo sortit en 2002. Elle fonctionne grâce à des ondes radios et peut être utilisée à plus de 6 mètres de la console. Nintendo déclare qu'elle dispose de 100 heures d'autonomie. La Wavebird ne possède pas de fonction vibration, ceci afin d'allonger la durée de vie des piles. Elle est utilisable sur GameCube et Wii. Des adaptateurs permettent de la connecter sur PC, Wii U et Nintendo Switch. Le WaveBird était disponible pour achat séparément ainsi que dans des lots avec Metroid Prime ou Mario Party 4 , exclusifs à Kmart aux États-Unis.    
Après la fin de la commercialisation de la GameCube, en raison de la popularité des manettes GameCube parmi les joueurs de Super Smash Bros., Nintendo commercialisa des adaptateurs sans-fil pour les modèles de manette GCn sortis après la fin de vie de la console.  